# Isochorema curvispinum
Isochorema curvispinum är en nattsländeart som beskrevs av Schmid 1989. Isochorema curvispinum ingår i släktet Isochorema och familjen Hydrobiosidae. Inga underarter finns listade i Catalogue of Life.